# Lopakodók: A láthatatlan ellenség
A Lopakodók: A láthatatlan ellenség (eredeti cím: Sniper: Ghost Shooter) 2016-os amerikai akció-thriller, Don Michael Paul rendezésével. Ez a hatodik része a Lopakodók filmszériának, valamint a 2014-es a Lopakodók: Örökség című film folytatása. Elkészítették a film következő és egyben utolsó részét is, Lopakodók: Az utolsó bevetés címmel, ami 2017-ben jelent meg.

## Cselekmény
Brandon Beckett újabb küldetés elé néz.
Az elit mesterlövészek, Brandon Beckett (Chad Michael Collins) és Richard Miller (Billy Zane) feladata, hogy megvédjék a gázvezetékeket az arabok által szponzorált terroristáktól, akik nyilatkozatot szeretnének tenni. Amikor az ellenséges csatákra kerül a sor, egy láthatatlan mesterlövész, Ravshan Gazakov (Velislav Pavlov) kiiktatja a csapat mesterlövészeit, aki ismeri a pontos helyzetüket. Hamarosan nyilvánvalóvá válik, hogy van egy tégla van közöttük, aki megsértette a biztonsági előírásokat.

## Szereplők
| Szereplő                      | Színész                | Magyar hang          |
| ----------------------------- | ---------------------- | -------------------- |
| Brandon Beckett törzsőrmester | Chad Michael Collins   | Dévai Balázs         |
| Richard Miller őrnagy         | Billy Zane             | Szabó Sipos Barnabás |
| Ezredes                       | Dennis Haysbert        | Vass Gábor           |
| Miguel Cervantes              | Nick Gomez             | Makranczi Zalán      |
| Joe Barnes őrmester           | Enoch Frost            | Varga Rókus          |
| Robin Slater                  | Stephanie Vogt         | Bertalan Ágnes       |
| Gina Aungst                   | Presciliana Esparolini | Szávai Viktória      |
| Babajev ezredes               | Vladimir Kolev         | Kőrösi András        |
| Guy Bidwell őrnagy            | Dominic Mafham         | Fazekas István       |
| Ravshan Gazakov               | Velislav Pavlov        | Jakab Csaba          |